# Amphidiscosida
Amphidiscosida är en ordning av svampdjur. Amphidiscosida ingår i klassen glassvampar, fylumet svampdjur och riket djur. Enligt Catalogue of Life omfattar ordningen Amphidiscosida 156 arter. 
Kladogram enligt Catalogue of Life:
| Amphidiscosida | \| \| Hyalonematidae \| \| \| \| \| \| Monorhaphidae \| \| \| \| \| \| Pheronematidae \| \| \| \| |
|                | \| \| Hyalonematidae \| \| \| \| \| \| Monorhaphidae \| \| \| \| \| \| Pheronematidae \| \| \| \| |
|                | Aulocalycoida                                                                                     |
|                |                                                                                                   |
|                | Fieldingida                                                                                       |
|                |                                                                                                   |
|                | Hexactinosida                                                                                     |
|                |                                                                                                   |
|                | Lychniscosida                                                                                     |
|                |                                                                                                   |
|                | Lyssacinosida                                                                                     |
|                |                                                                                                   |
|                | Hyalonematidae                                                                                    |
|                |                                                                                                   |
|                | Monorhaphidae                                                                                     |
|                |                                                                                                   |
|                | Pheronematidae                                                                                    |
|                |                                                                                                   |

|  | Hyalonematidae |
|  |                |
|  | Monorhaphidae  |
|  |                |
|  | Pheronematidae |
|  |                |

## Bildgalleri

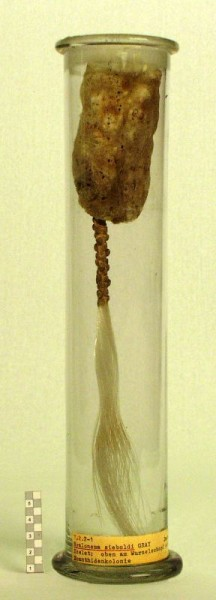
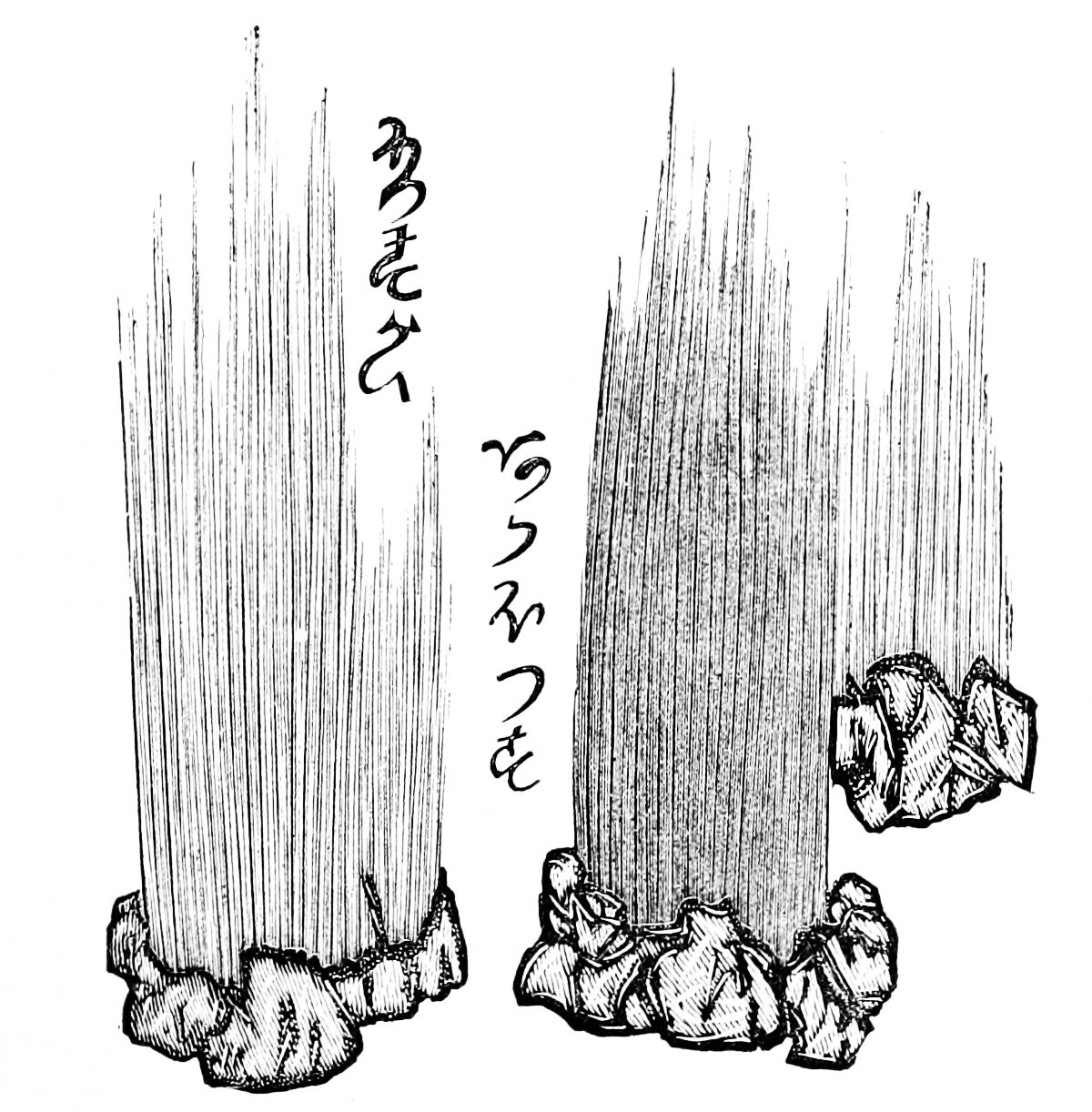
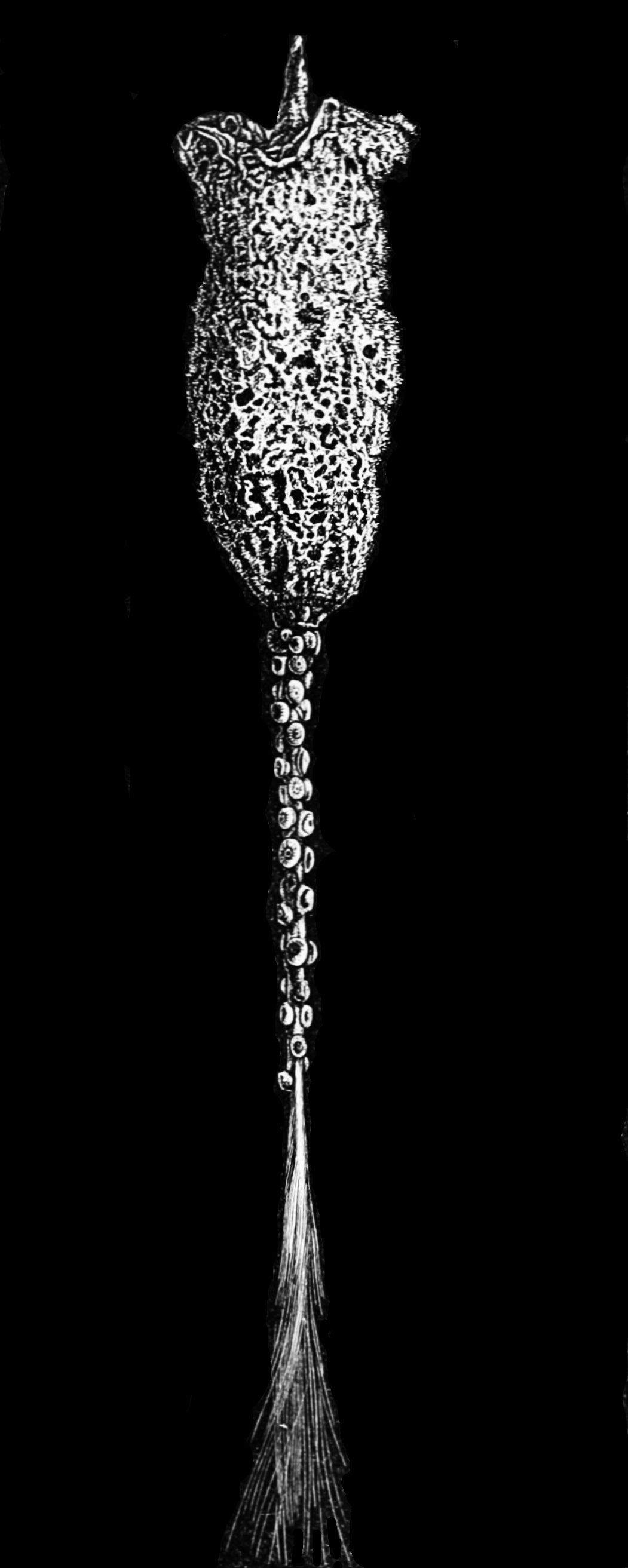
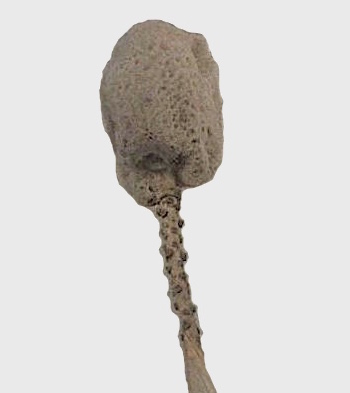